# ناحية الحصين
ناحية الحصين هي إحدى النواحي المستحدثة والتي تتبع إدارياً إلى قضاء المدحتية. وتعد ناحية الحصين مركز منطقة السياحي المشهورة بالنخيل بكافة أنواعه والعنب. وتعد ناحية الحصين هي حلقة الوصل بين مدينة الحلة من جهة وبين مدينة المدحتية ومدينة الهاشمية من جهة أخرى. يوجد فيها مركز شرطة ومركز صحي. تم انشاءهما قبل أكثر من 15 عاما.ويفصل بينها وبين ناحية الابراهيمية (الدبلة) شط الحلة.